# Championnats d'Europe de gymnastique rythmique 2022
Navigation
Varna 2021 Bakou 2023
Les 38es championnats d'Europe de gymnastique rythmique ont lieu à l'Expo Tel Aviv, en Israël, du 15 au 19 juin 2022. Les Russes et Biélorusses sont bannis de la compétition à la suite de l'invasion de l'Ukraine par la Russie en 2022.

## Médaillées
| Épreuve                     | Or | Argent | Bronze |
| --------------------------- | --- | --- | --- |
| Seniors                     | | | |
| Équipes                     | Bulgarie Individuel Boryana Kaleyn Stiliana Nikolova Groupe Vaya Draganova Zhenina Trashlieva Sofia Ivanova Kamelia Petrova Rachel Stoyanov Margarita Vasileva | Italie Individuel Sofia Raffaeli Milena Baldassarri Groupe Alessia Maurelli Martina Centofanti Agnese Duranti Martina Santandrea Daniela Mogurean Laura Paris | Israël Individuel Daria Atamanov Adi Asya Katz Groupe Shani Bakanov Adar Friedmann Amit Hedvat Romi Paritzki Ofir Shaham Diana Svertsov |
| Finales senior              | | | |
| Concours général individuel | Daria Atamanov (ISR) | Boryana Kaleyn (BUL) | Stiliana Nikolova (BUL) |
| Cerceau                     | Sofia Raffaeli (ITA) | Daria Atamanov (ISR) | Boryana Kaleyn (BUL) |
| Ballon                      | Boryana Kaleyn (BUL) | Sofia Raffaeli (ITA) | Darja Varfolomeev (GER) |
| Massues                     | Sofia Raffaeli (ITA) | Daria Atamanov (ISR) | Darja Varfolomeev (GER) |
| Ruban                       | Boryana Kaleyn (BUL) | Daria Atamanov (ISR) | Adi Asya Katz (ISR) |
| Finales en groupe senior    | | | |
| Concours général en groupe  | ' Israël Shani Bakanov Adar Friedmann Amit Hedvat Romi Paritzki Ofir Shaham Diana Svertsov                                                                     | Italie Alessia Maurelli Martina Centofanti Agnese Duranti Martina Santandrea Daniela Mogurean Laura Paris                                                     | Azerbaïdjan Gullu Aghalarzade Laman Alimuradova Kamilla Aliyeva Zeynab Hummatova Yelyzaveta Luzan Darya Sorokina                        |
| 5 cerceaux                  | Italie Alessia Maurelli Martina Centofanti Agnese Duranti Martina Santandrea Daniela Mogurean Laura Paris                                                      | Israël Shani Bakanov Adar Friedmann Amit Hedvat Romi Paritzki Ofir Shaham Diana Svertsov                                                                      | Azerbaïdjan Gullu Aghalarzade Laman Alimuradova Kamilla Aliyeva Zeynab Hummatova Yelyzaveta Luzan Darya Sorokina                        |
| 3 rubans + 2 cerceaux       | Italie Alessia Maurelli Martina Centofanti Agnese Duranti Martina Santandrea Daniela Mogurean Laura Paris                                                      | Espagne Ana Arnau Inés Bergua Valeria Márquez Mireia Martínez Patricia Pérez Salma Solaun                                                                     | Azerbaïdjan Gullu Aghalarzade Laman Alimuradova Kamilla Aliyeva Zeynab Hummatova Yelyzaveta Luzan Darya Sorokina                        |
| Juniors                     | | | |
| Équipes                     | Israël Alona Tal Franco Daniela Munits Michelle Munits Lian Rona                                                                                               | Roumanie Christina Dragan Amalia Lică | Bulgarie Elvira Krasnobaeva Dara Stoyanova                                                                                              |
| Finales junior              | | | |
| Cerceau                     | Elvira Krasnobaeva (BUL) | Liliana Lewińska (POL) | Alona Tal Franco (ISR) |
| Ballon                      | Michelle Munits (ISR) | Elvira Krasnobaeva (BUL) | Christina Dragan (ROU) |
| Massues                     | Amalia Lică (ROU) | Liliana Lewińska (POL) | Kamila Gafarova (AZE) |
| Ruban                       | Daniela Munits (ISR) | Tara Dragas (ITA) | Liliana Lewińska (POL) |